# Makovica (Ondavská vrchovina)
Makovica (659 m n. m.) je vřetenovitý až oválný masiv z pískovcového flyše středního eocénu, podcelku Nízkých Beskyd. Nachází se zhruba 8 - 10 km severozápadně od Svidníka a 2 km jihovýchodně od obce Kurimka. Rozprostírá se v povodí řek Ondava a Kurimka, mezi spojnicemi vesnic Vyšný Orlík a Hažlín, oddělených mezi sebou místním horským masivem Makovica.

## Dějiny
V první světové válce se zde, od září 1914 až března 1915, konaly vojenské operace, které si vyžádaly životy několik tisíc rakousko-uherských a ruských vojáků. Vojenské hřbitovy se nacházejí v okolních vesnicích Kurimka, Cernina, Mlynárovce a Svidník. Až do dnešních dnů se zde ještě nacházejí stopy po vojenských zákopech.